# Barran (Francia)
 Barran  es una población y comuna francesa, ubicada en la región de Mediodía-Pirineos, departamento de Gers, en el distrito de Auch y cantón de Auch-Sud-Ouest.
Forma parte de la Via Tolosana, en el Camino de Santiago.

## Demografía
| 861 | 801 | 660 | 653 | 618 | 671 |
| Para los censos de 1962 a 1999 la población legal corresponde a la población sin duplicidades (Fuente: INSEE [Consultar]) |     |     |     |     |     |